# ژاله‌پوش انگلیسی
ژاله‌پوش انگلیسی (نام علمی: Drosera anglica) از گیاهان گوشت‌خوار بوده و  در سرده ژاله‌پوش  قرار دارد. این گیاه در آمریکای شمالی و اروپا می‌روید.

## نگارخانه

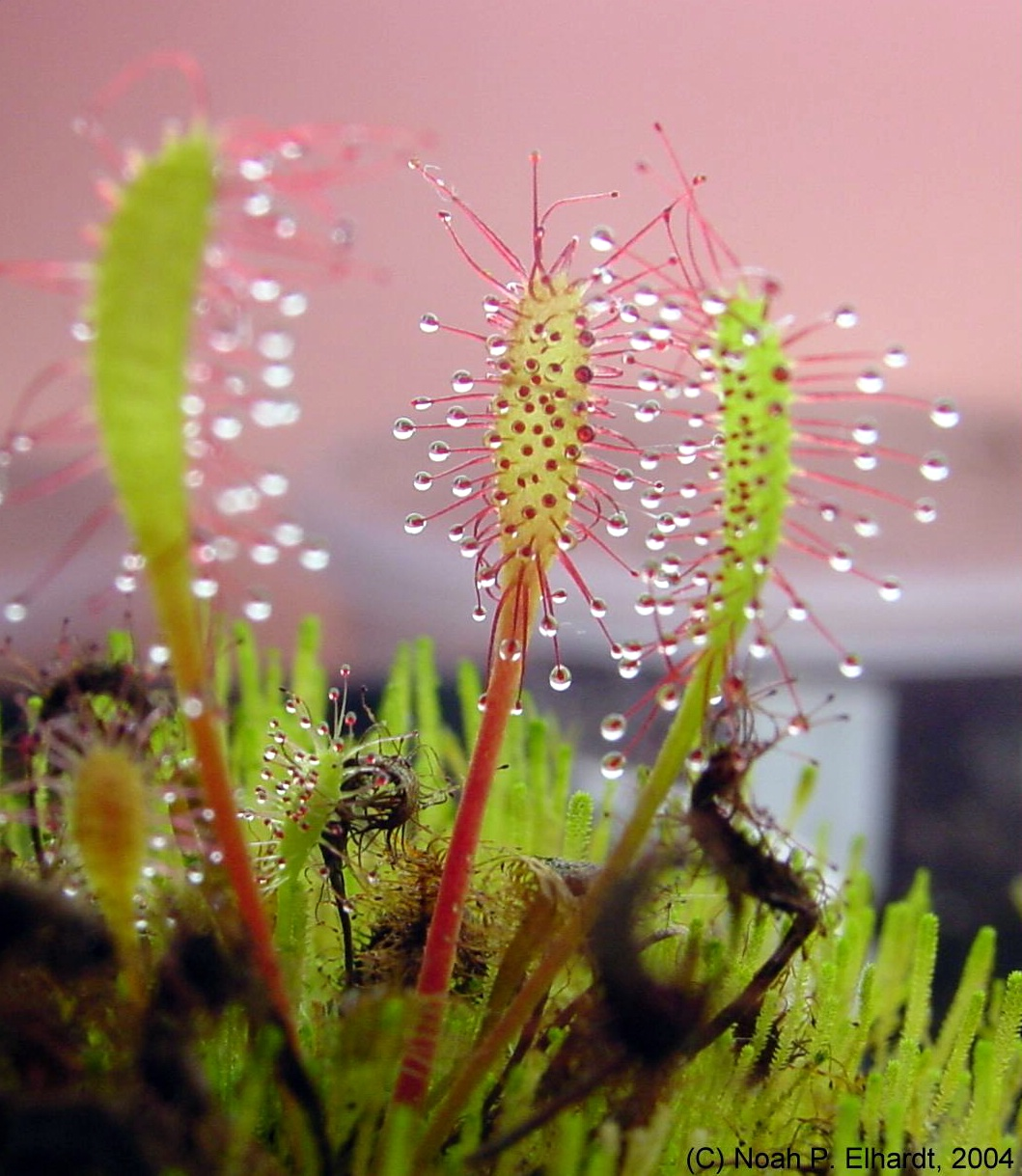
شکل گرمسیری در کائوآئی، هاوائی
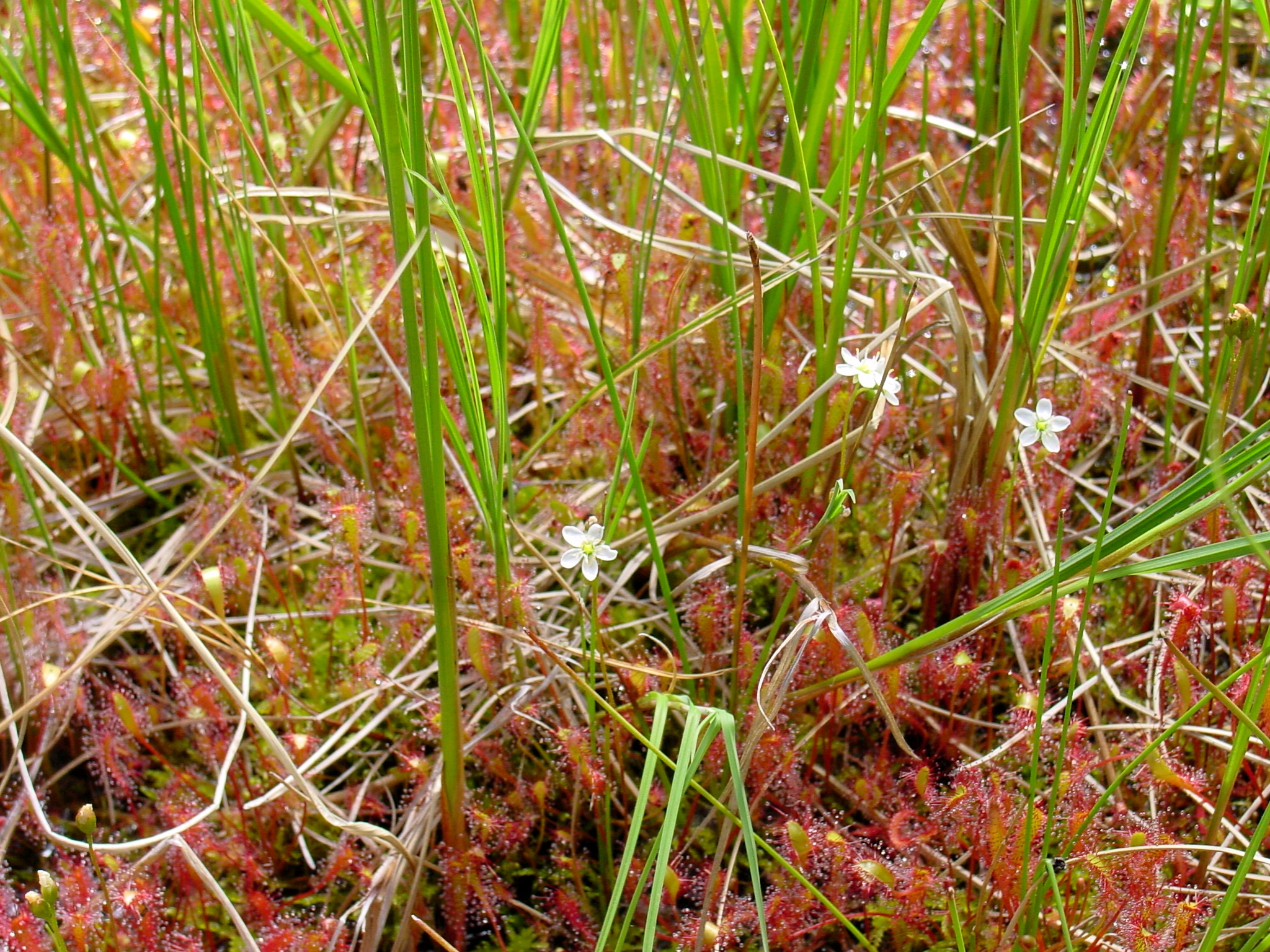
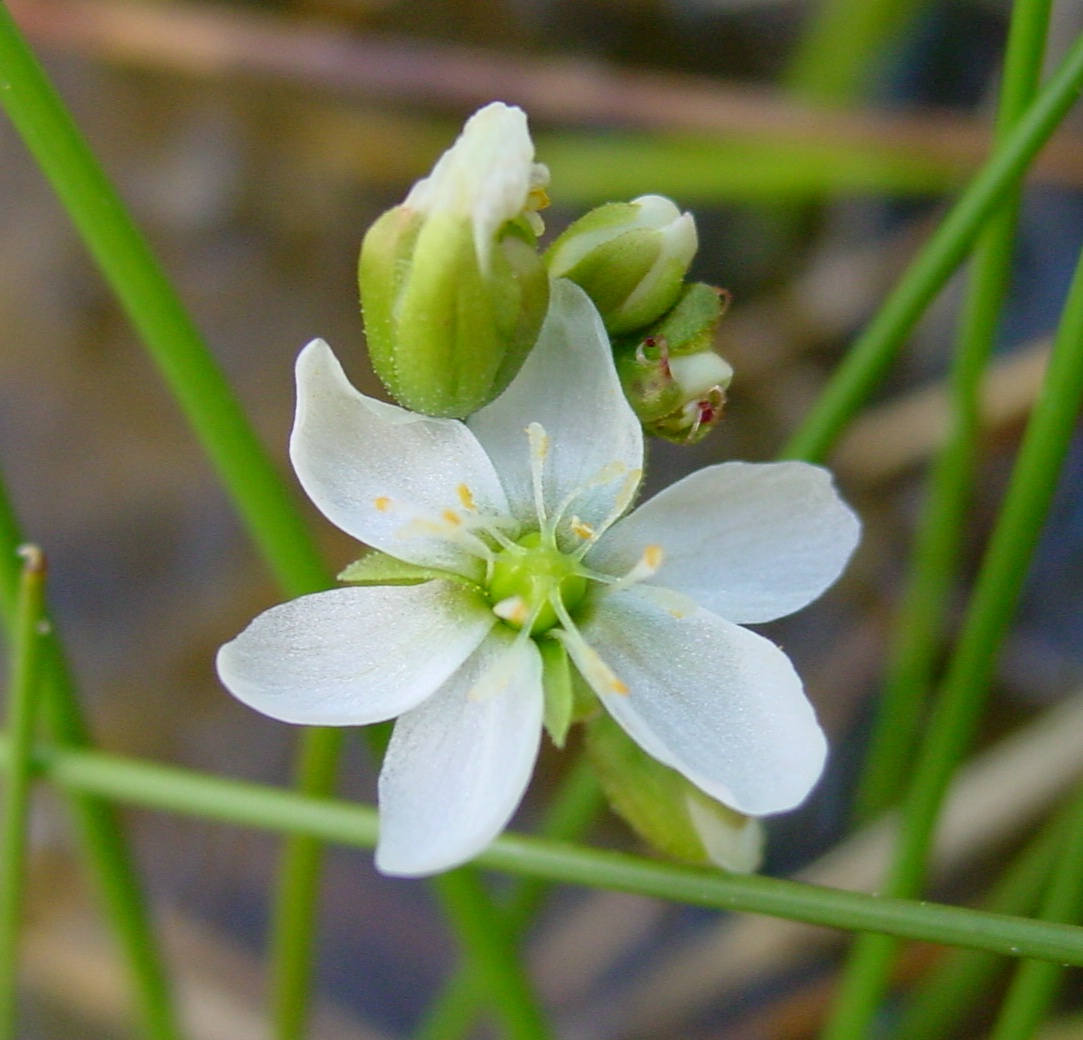
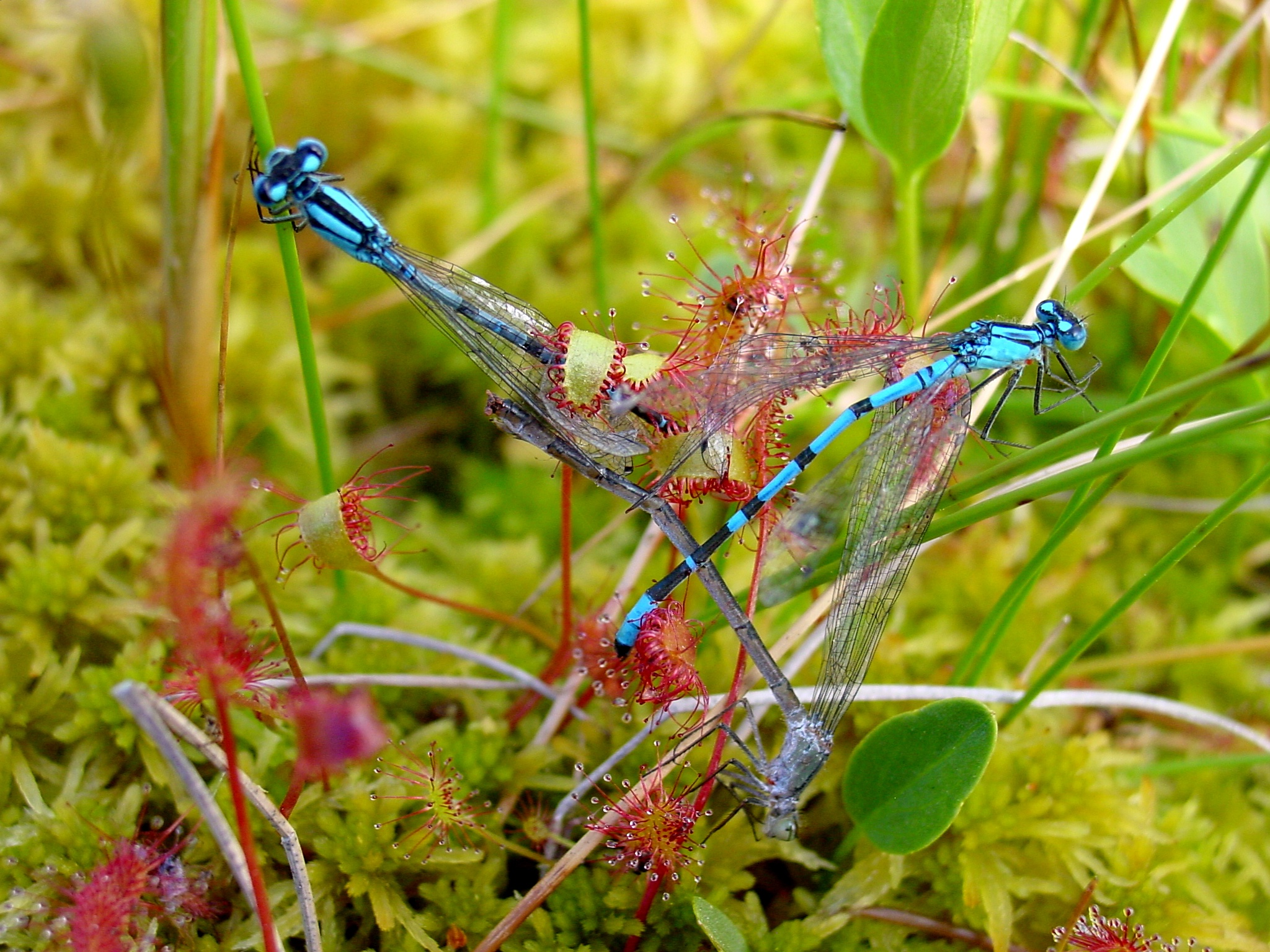
به دام افتادن سنجاقک اروپایی به وسیله گیاه حشره‌خوار انگلیسی
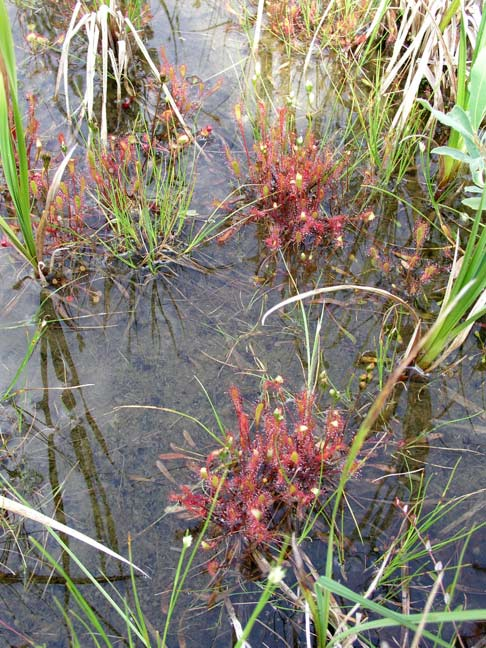
در بریتیش کلمبیا، کانادا